# Boisset (Haute-Loire)
Pour les articles homonymes, voir Boisset.
Boisset est une commune française située dans le département de la Haute-Loire, en région Auvergne-Rhône-Alpes.

## Géographie

### Localisation
La commune de Boisset se trouve dans le département de la Haute-Loire, en région Auvergne-Rhône-Alpes.
Elle se situe à 53 km par la route du Puy-en-Velay, préfecture du département, à 30 km d'Yssingeaux, sous-préfecture, et à 19 km de Bas-en-Basset, bureau centralisateur du canton de Bas-en-Basset dont dépend la commune depuis 2015 pour les élections départementales.
Les communes les plus proches sont : 
Tiranges (2,2 km), Saint-Pal-de-Chalencon (4,2 km), Valprivas (5,0 km), Saint-André-de-Chalencon (5,8 km), Saint-Julien-d'Ance (5,9 km), Merle-Leignec (6,3 km), Apinac (6,4 km), Saint-Hilaire-Cusson-la-Valmitte (6,8 km).
|                          | Saint-Pal-de-Chalencon | Merle-Leignec Loire |
| Saint-Julien-d'Ance      | Boisset                | Valprivas           |
| Saint-André-de-Chalencon |                        | Tiranges            |

### Les hameaux
Les Pelins, Chaumont, l'Herm, la Faye, le Ponteil, La Rochette, Cerces

### Climat
Pour des articles plus généraux, voir Climat d'Auvergne-Rhône-Alpes et Climat de la Haute-Loire.
En 2010, le climat de la commune est de type climat des marges montargnardes, selon une étude du Centre national de la recherche scientifique s'appuyant sur une série de données couvrant la période 1971-2000. En 2020, Météo-France publie une typologie des climats de la France métropolitaine dans laquelle la commune est exposée à un climat de montagne ou de marges de montagne et est dans la région climatique Nord-est du Massif Central, caractérisée par une pluviométrie annuelle de 800 à 1 200 mm, bien répartie dans l’année.
Pour la période 1971-2000, la température annuelle moyenne est de 8,5 °C, avec une amplitude thermique annuelle de 16,1 °C. Le cumul annuel moyen de précipitations est de 851 mm, avec 9,5 jours de précipitations en janvier et 7,3 jours en juillet. Pour la période 1991-2020, la température moyenne annuelle observée sur la station météorologique de Météo-France la plus proche, « Tiranges », sur la commune de Tiranges à 2 km à vol d'oiseau, est de 10,6 °C et le cumul annuel moyen de précipitations est de 758,9 mm,. Pour l'avenir, les paramètres climatiques de la commune estimés pour 2050 selon différents scénarios d'émission de gaz à effet de serre sont consultables sur un site dédié publié par Météo-France en novembre 2022.

## Urbanisme

### Typologie
Au 1er janvier 2024, Boisset est catégorisée commune rurale à habitat dispersé, selon la nouvelle grille communale de densité à sept niveaux définie par l'Insee en 2022.
Elle est située hors unité urbaine et hors attraction des villes,.

### Occupation des sols
L'occupation des sols de la commune, telle qu'elle ressort de la base de données européenne d’occupation biophysique des sols Corine Land Cover (CLC), est marquée par l'importance des territoires agricoles (54,8 % en 2018), une proportion sensiblement équivalente à celle de 1990 (54,4 %). La répartition détaillée en 2018 est la suivante : 
forêts (45,2 %), zones agricoles hétérogènes (36,7 %), prairies (18,1 %). L'évolution de l’occupation des sols de la commune et de ses infrastructures peut être observée sur les différentes représentations cartographiques du territoire : la carte de Cassini (XVIIIe siècle), la carte d'état-major (1820-1866) et les cartes ou photos aériennes de l'IGN pour la période actuelle (1950 à aujourd'hui).

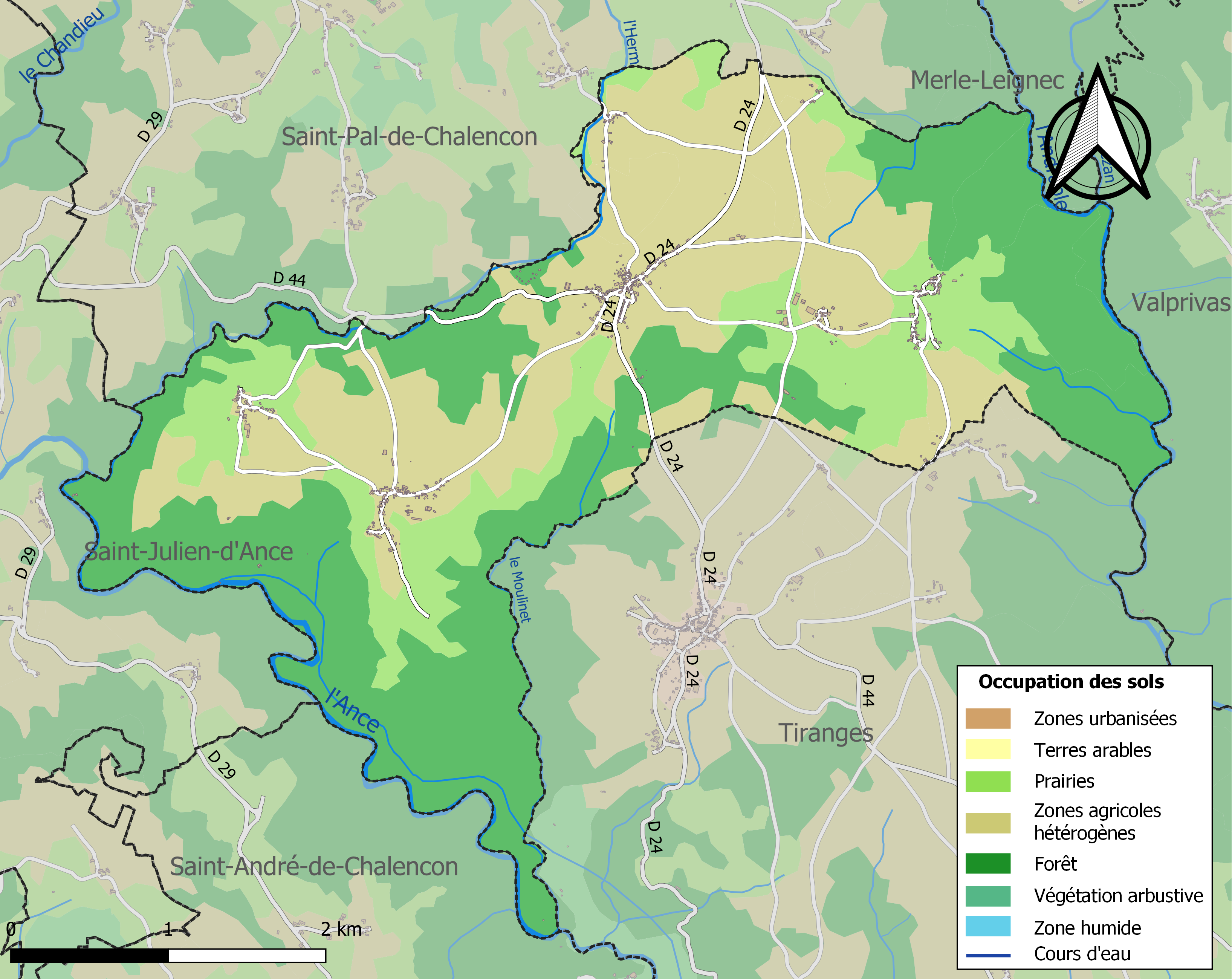
Carte des infrastructures et de l'occupation des sols de la commune en 2018 (CLC).
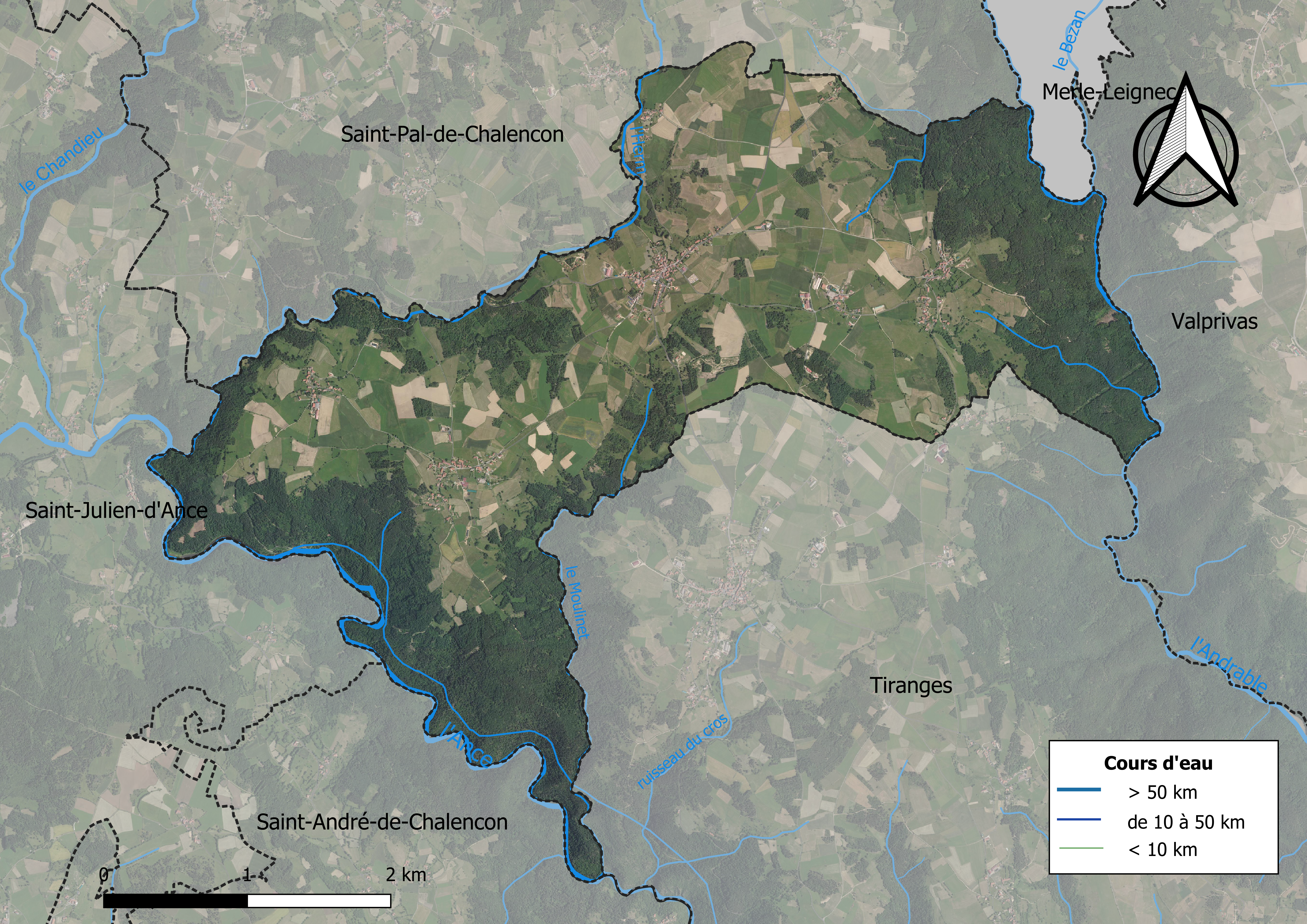
Carte orthophotographique de la commune.

### Habitat et logement
En 2018, le nombre total de logements dans la commune était de 265, alors qu'il était de 246 en 2013 et de 237 en 2008.
Parmi ces logements, 56 % étaient des résidences principales, 35,2 % des résidences secondaires et 8,8 % des logements vacants. Ces logements étaient pour 92,7 % d'entre eux des maisons individuelles et pour 7,3 % des appartements.
Le tableau ci-dessous présente la typologie des logements à Boisset en 2018 en comparaison avec celle de la Haute-Loire et de la France entière. Une caractéristique marquante du parc de logements est ainsi une proportion de résidences secondaires et logements occasionnels (35,2 %) supérieure à celle du département (16,1 %) et à celle de la France entière (9,7 %). Concernant le statut d'occupation de ces logements, 76 % des habitants de la commune sont propriétaires de leur logement (77,6 % en 2013), contre 70 % pour la Haute-Loire et 57,5 pour la France entière.
| Typologie                                               | Boisset | Haute-Loire | France entière |
| ------------------------------------------------------- | ------- | ----------- | -------------- |
| Résidences principales (en %)                           | 56      | 71,5        | 82,1           |
| Résidences secondaires et logements occasionnels (en %) | 35,2    | 16,1        | 9,7            |
| Logements vacants (en %)                                | 8,8     | 12,4        | 8,2            |

## Toponymie
Du collectif latin buxetum, "lieu où abondent les buis", dérivé de buxus, "buis".

## Histoire
Le village est mentionné en 1045 sous le nom de “Villa de Boiset” dans le Cartulaire de Chamalières, ce qui laisse supposer l’existence d’un domaine médiéval primitif aux origines gallo-romaines.
Jusqu'en 1296, la paroisse faisait partie du comté de Velay avant de passer sous la suzeraineté des comtes de Forez.

## Politique et administration

### Découpage territorial
La commune de Boisset est membre de la communauté de communes Marches du Velay-Rochebaron, un établissement public de coopération intercommunale (EPCI) à fiscalité propre créé le 27 décembre 2016 dont le siège est à Monistrol-sur-Loire. Ce dernier est par ailleurs membre d'autres groupements intercommunaux.
Sur le plan administratif, elle est rattachée à l'arrondissement d'Yssingeaux, au département de la Haute-Loire, en tant que circonscription administrative de l'État, et à la région Auvergne-Rhône-Alpes.
Sur le plan électoral, elle dépend du canton de Bas-en-Basset pour l'élection des conseillers départementaux, depuis le redécoupage cantonal de 2014 entré en vigueur en 2015, et de la première circonscription de la Haute-Loire   pour les élections législatives, depuis le redécoupage électoral de 1986.

### Élections municipales et communautaires

#### Élections de 2020
Le conseil municipal de Boisset, commune de moins de 1 000 habitants, est élu au scrutin majoritaire plurinominal à deux tours avec candidatures isolées ou groupées et possibilité de panachage. Compte tenu de la population communale, le nombre de sièges à pourvoir lors des élections municipales de 2020 est de 11. Sur les treize candidats en lice, onze sont élus dès le premier tour, le 15 mars 2020, correspondant à la totalité des sièges à pourvoir, avec un taux de participation de 48,05 %.
André Poncet, maire sortant, est réélu pour un nouveau mandat le 26 mai 2020.
Dans les communes de moins de 1 000 habitants, les conseillers communautaires sont désignés parmi les conseillers municipaux élus en suivant l’ordre du tableau (maire, adjoints puis conseillers municipaux) et dans la limite du nombre de sièges attribués à la commune au sein du conseil communautaire. Un siège est attribué à la commune au sein de la communauté de communes Marches du Velay-Rochebaron.

#### Liste des maires
| Période                                  | Période                    | Identité     | Étiquette | Qualité                        |
| ---------------------------------------- | -------------------------- | ------------ | --------- | ------------------------------ |
| Les données manquantes sont à compléter. |                            |              |           |                                |
| juin 1995                                | En cours (au 30 mars 2021) | André Poncet | DVD       | Retraité, facteur, agriculteur |

## Population et société

### Démographie

#### Évolution démographique
L'évolution du nombre d'habitants est connue à travers les recensements de la population effectués dans la commune depuis 1793. Pour les communes de moins de 10 000 habitants, une enquête de recensement portant sur toute la population est réalisée tous les cinq ans, les populations de référence des années intermédiaires étant quant à elles estimées par interpolation ou extrapolation. Pour la commune, le premier recensement exhaustif entrant dans le cadre du nouveau dispositif a été réalisé en 2007.

En 2022, la commune comptait 382 habitants, en évolution de +14,71 % par rapport à 2016 (Haute-Loire : +0,36 %, France hors Mayotte : +2,11 %).
| 1793 | 1800 | 1806  | 1821  | 1831  | 1836  | 1841  | 1846  | 1851  |
| ---- | ---- | ----- | ----- | ----- | ----- | ----- | ----- | ----- |
| 893  | 795  | 1 099 | 1 062 | 1 103 | 1 097 | 1 057 | 1 107 | 1 147 |

| 1856  | 1861  | 1866  | 1872  | 1876 | 1881 | 1886 | 1891 | 1896 |
| ----- | ----- | ----- | ----- | ---- | ---- | ---- | ---- | ---- |
| 1 080 | 1 036 | 1 024 | 1 088 | 933  | 938  | 916  | 909  | 860  |

| 1901 | 1906 | 1911 | 1921 | 1926 | 1931 | 1936 | 1946 | 1954 |
| ---- | ---- | ---- | ---- | ---- | ---- | ---- | ---- | ---- |
| 854  | 850  | 773  | 677  | 657  | 601  | 559  | 490  | 433  |

| 1962 | 1968 | 1975 | 1982 | 1990 | 1999 | 2006 | 2007 | 2012 |
| ---- | ---- | ---- | ---- | ---- | ---- | ---- | ---- | ---- |
| 387  | 314  | 245  | 197  | 194  | 221  | 257  | 262  | 315  |

| 2017 | 2022 | - | - | - | - | - | - | - |
| ---- | ---- | - | - | - | - | - | - | - |
| 345  | 382  | - | - | - | - | - | - | - |

#### Pyramide des âges
La population de la commune est relativement jeune.
En 2018, le taux de personnes d'un âge inférieur à 30 ans s'élève à 34,8 %, soit au-dessus de la moyenne départementale (31 %). À l'inverse, le taux de personnes d'âge supérieur à 60 ans est de 27,5 % la même année, alors qu'il est de 31,1 % au niveau départemental.
En 2018, la commune comptait 174 hommes pour 177 femmes, soit un taux de 50,43 % de femmes, légèrement inférieur au taux départemental (50,87 %).
Les pyramides des âges de la commune et du département s'établissent comme suit.
| Hommes | Classe d’âge | Femmes |
| ------ | ------------ | ------ |
| 0,6    | 90 ou +      | 2,9    |
| 4,7    | 75-89 ans    | 8,6    |
| 19,3   | 60-74 ans    | 19,0   |
| 19,9   | 45-59 ans    | 20,7   |
| 19,3   | 30-44 ans    | 15,5   |
| 16,4   | 15-29 ans    | 16,1   |
| 19,9   | 0-14 ans     | 17,2   |

| Hommes | Classe d’âge | Femmes |
| ------ | ------------ | ------ |
| 0,9    | 90 ou +      | 2,5    |
| 8,4    | 75-89 ans    | 11,7   |
| 20,4   | 60-74 ans    | 20,5   |
| 21,3   | 45-59 ans    | 20,3   |
| 16,8   | 30-44 ans    | 16,3   |
| 15,2   | 15-29 ans    | 13,2   |
| 17     | 0-14 ans     | 15,6   |

## Économie

### Revenus
En 2018, la commune compte 147 ménages fiscaux, regroupant 336 personnes. La médiane du revenu disponible par unité de consommation est de 19 090 € (20 800 € dans le département).

### Emploi
| Division       | 2008  | 2013  | 2018  |
| -------------- | ----- | ----- | ----- |
| Commune        | 3,9 % | 6,6 % | 7,7 % |
| Département    | 6,3 % | 7,7 % | 7,7 % |
| France entière | 8,3 % | 10 %  | 10 %  |

En 2018, la population âgée de 15 à 64 ans s'élève à 212 personnes, parmi lesquelles on compte 72,6 % d'actifs (64,9 % ayant un emploi et 7,7 % de chômeurs) et 27,4 % d'inactifs,. En  2018, le taux de chômage communal (au sens du recensement) des 15-64 ans est supérieur à celui du département, mais inférieur à celui de la France, alors qu'il était inférieur à celui du département et de la France en 2008.
La commune est hors attraction des villes,. Elle compte 56 emplois en 2018, contre 55 en 2013 et 64 en 2008. Le nombre d'actifs ayant un emploi résidant dans la commune est de 137, soit un indicateur de concentration d'emploi de 40,5 % et un taux d'activité parmi les 15 ans ou plus de 53,7 %.
Sur ces 137 actifs de 15 ans ou plus ayant un emploi, 36 travaillent dans la commune, soit 26 % des habitants. Pour se rendre au travail, 79,3 % des habitants utilisent un véhicule personnel ou de fonction à quatre roues, 1,5 % les transports en commun, 5,9 % s'y rendent en deux-roues, à vélo ou à pied et 13,3 % n'ont pas besoin de transport (travail au domicile).

## Culture locale et patrimoine

### Lieux et monuments
La commune conserve plusieurs éléments de petit patrimoine visibles depuis les sentiers de découverte : maison d’assemblée du village de L’Herm, hermitage de Chaumont, lavoirs, croix, chapelle Saint-Roch dans le bourg, chapelle Notre-Dame du village de Chaumont, barrage de Passouïra (un des plus vieux barrages du département inauguré en 1916)…
De nombreuses façades du bourg et des hameaux présentent des traces de constructions remontant au XIVe siècle : pierres sculptées, linteaux en accolade, anciennes fenêtres à meneaux...
Un étang, sur le ruisseau de la Planche, un affluent de l'Ance, correspond à un ancien pichier (réserve de poissons) des seigneurs de Chalencon.

### Église Saint-Pierre de Boisset
Sur la place centrale du village on trouve une église du XIIe siècle, elle est classée monument historique depuis 1993.

### Personnalités liées à la commune
- Fanny Agostini, journaliste et animatrice française de télévision et de radio, habite et possède une ferme pédagogique sur la commune.